# 平真樹
平 真樹（たいらの まき/まさき）は、平安時代中期の荘園領主・豪族。常陸国新治郡の土豪であったとされる。平氏の姓を冠しているが、同地域の高望王系の平氏としては確認できない。平将門にとっては「強力な同盟者」という評価があり、真樹の娘は将門の妻（君の御前）として嫁いだとされている。

## 概説
新治郡にある大国玉に住む領主で、真壁・新治・筑波の広い範囲に領地を保有していたといわれ、源護と土地を巡る確執から度々争っていたとされる。真樹はこの紛争の調停を将門に頼み、将門はそれを受けて真樹を援護した（真樹が護に敗れてしまうと今度は自らの領地が危うくなる可能性が高いので、しぶしぶ承知したともいわれる）。これにより護と姻戚関係である伯父の国香らが護側の味方であったので、元々因縁があったとされる国香らと更に深く対立する事となり、ついには護の子である扶・隆・繁らが将門を襲撃、将門と一族・源家との争いは益々激しさを増していく事となってしまう。
承平6年（936年）、護は朝廷に将門と真樹についての告状を提出し、朝廷はこれにもとづいて真樹らに召喚の官符を発したが、承平7年4月7日（937年5月19日）の朱雀天皇元服の大赦によって全ての罪を赦されて真樹らは帰国する。同年9月23日（10月29日）には、将門と共に弓袋山で良兼と戦った。『将門記』にはこの戦いの前に将門が良兼に敗戦した際に「妻子が殺された」とあり、これが真樹の娘であったとする説がある。
真樹が治めた荘園の中心地付近には、大国玉神社があり、館跡があったという。